# 比利亚纳萨尔
比利亚纳萨尔，是西班牙卡斯蒂利亚-莱昂萨莫拉省的一个市镇。 总面积18平方公里，总人口384人（2001年），人口密度21人/平方公里。